# فحص مباشر
في علم الامراض السريرية الفحص أو الاختبار المباشر هو عبارة عن فحص عينة منتزعة من مريض بالمجهر الضوئي وهذا للبحث عن فطريات أو طفيليات. بإضافة الملونات الكيميائية. نستطيع الكشف عن بكتيريات بملون غرام، وميكروبكتيريا بتلوين ستيل نلسن، وطفيليات بتلوين جيمسا، وتستعمل طرق أخرى مثل ايمينو المشعة.